# Hugh Jessiman
Hugh Jessiman (né le 28 mars 1984 à New York, État de New York aux États-Unis) est un joueur professionnel de hockey sur glace.

## Carrière de joueur
Choix du 1er tour lors du repêchage de la Ligue nationale de hockey en 2003. Il se joint à l'organisation des Rangers de New York lors de la saison 2005-2006. Il ne gagna pas de poste avec ces derniers étant envoyé au club affilié de la Ligue américaine de hockey, le Wolf Pack de Hartford. Il resta dans l'organisation new-yorkaise jusqu'en octobre 2008 où il fut échangé aux Predators de Nashville. Il est assigné au club école des Predators, les Admirals de Milwaukee.
Le 4 août 2010, il signe en tant qu'agent libre avec les Blackhawks de Chicago.

## Statistiques
| Saison    | Équipe                 | Ligue |    | Saison régulière | Saison régulière | Saison régulière | Saison régulière | Saison régulière |   | Séries éliminatoires | Séries éliminatoires | Séries éliminatoires | Séries éliminatoires | Séries éliminatoires |
| Saison    | Équipe                 | Ligue | PJ | B                | A                | Pts              | Pun              | PJ               | B | A                    | Pts                  | Pun                  |                      |                      |
| 2002-2003 | Big Green de Dartmouth | NCAA  | 34 | 23               | 24               | 47               | 48               | -                | - | -                    | -                    | -                    |                      |                      |
| 2003-2004 | Big Green de Dartmouth | NCAA  | 34 | 16               | 17               | 33               | 71               | -                | - | -                    | -                    | -                    |                      |                      |
| 2004-2005 | Big Green de Dartmouth | NCAA  | 12 | 1                | 1                | 2                | 18               | -                | - | -                    | -                    | -                    |                      |                      |
| 2005-2006 | Checkers de Charlotte  | ECHL  | 25 | 13               | 10               | 23               | 56               | -                | - | -                    | -                    | -                    |                      |                      |
| 2005-2006 | Wolf Pack de Hartford  | LAH   | 46 | 7                | 12               | 19               | 66               | 2                | 0 | 0                    | 0                    | 0                    |                      |                      |
| 2006-2007 | Checkers de Charlotte  | ECHL  | 20 | 12               | 10               | 22               | 52               | -                | - | -                    | -                    | -                    |                      |                      |
| 2006-2007 | Wolf Pack de Hartford  | LAH   | 49 | 7                | 6                | 13               | 79               | 7                | 1 | 0                    | 1                    | 9                    |                      |                      |
| 2007-2008 | Wolf Pack de Hartford  | LAH   | 71 | 18               | 24               | 42               | 154              | 5                | 0 | 1                    | 1                    | 21                   |                      |                      |
| 2008-2009 | Wolf Pack de Hartford  | LAH   | 6  | 0                | 0                | 0                | 2                | -                | - | -                    | -                    | -                    |                      |                      |
| 2008-2009 | Admirals de Milwaukee  | LAH   | 63 | 20               | 7                | 27               | 100              | 10               | 2 | 0                    | 2                    | 10                   |                      |                      |
| 2009-2010 | Admirals de Milwaukee  | LAH   | 78 | 20               | 22               | 42               | 111              | -                | - | -                    | -                    | -                    |                      |                      |
| 2010-2011 | IceHogs de Rockford    | LAH   | 25 | 3                | 2                | 5                | 27               | -                | - | -                    | -                    | -                    |                      |                      |
| 2010-2011 | Americans de Rochester | LAH   | 25 | 5                | 3                | 8                | 47               | -                | - | -                    | -                    | -                    |                      |                      |
| 2010-2011 | Panthers de la Floride | LNH   | 2  | 0                | 0                | 0                | 5                | -                | - | -                    | -                    | -                    |                      |                      |
| 2011-2012 | Monsters du lac Érié   | LAH   | 43 | 20               | 5                | 25               | 75               | -                | - | -                    | -                    | -                    |                      |                      |
| 2011-2012 | Heat d'Abbotsford      | LAH   | 24 | 7                | 12               | 19               | 33               | 8                | 2 | 3                    | 5                    | 6                    |                      |                      |
| 2012-2013 | Senators de Binghamton | LAH   | 68 | 10               | 19               | 29               | 155              | 3                | 0 | 0                    | 0                    | 8                    |                      |                      |
| 2013-2014 | KHL Medveščak          | KHL   | 37 | 8                | 4                | 12               | 72               | 4                | 0 | 0                    | 0                    | 2                    |                      |                      |
| 2014-2015 | Vienna Capitals        | EBEL  | 7  | 2                | 2                | 4                | 4                | -                | - | -                    | -                    | -                    |                      |                      |

## Transactions en carrière
- 30 octobre 2008 : échangé aux Predators de Nashville par les Rangers de New York en retour de considérations futurs.
- 4 août 2010 : signe en tant qu'agent libre avec les Blackhawks de Chicago.